# لئو ایتاپرینو
لئو ایتاپرینو (به پرتغالی: Leonardo de Oliveira Clemente) مهاجم اهل برزیل است که در شهر Itaperuna - ریودو ژانیرو و در تاریخ ۱۲ آوریل ۱۹۸۹ به دنیا آمده‌است.
لئو ایتاپرینو در تیم‌های فوتبال Fluminense سابقهٔ حضور دارد.